# 鴻臚寺
鴻臚寺（こうろじ）は、王朝時代の中国の官署である。九寺のひとつ。

## 概説
漢代の大鴻臚を起源とする。北斉のときに鴻臚寺が置かれ、周辺諸国や諸民族の客人を朝廷に迎え、吉凶弔祭を管掌した。唐代には賓客や葬儀の事務を管掌した。鴻臚寺の長官は鴻臚寺卿といい、その官位は従三品とされた。次官は鴻臚寺少卿といい、その官位は従四品上とされた。